# Pieter Both
Pieter Both (Amersfoort, 1568 – Mauritius, 6 maart 1615) was in 1609 de eerste gouverneur-generaal van Nederlands-Indië en leidde de negende expeditie naar de Oost, in dienst van een voorcompagnie. Hij legde de kiem voor de stad Batavia (Jakarta), sloot contracten met voornaamste vorsten der Molukken, veroverde Timor op de Portugezen en verjoeg de Spanjaarden van Tidore.

## Biografie
De familie Both leverde door de jaren heen meerdere leden van de Amersfoortse vroedschap. Ook Boths vader, Hendrik Both, was van 1580 tot 1585 schepen. Na de dood van zijn vader in 1587 moest Pieter al op jeugdige leeftijd de kost verdienen, en koos, wellicht daarom, voor een commerciële loopbaan. Hij deed ervaring op in de Straathandel (de handel tussen de Oostzee en de Middellandse Zee via de Nederlanden, Frankrijk, Spanje en Portugal) en bracht tijd door in Rome, en misschien ook in Livorno. In 1599 werd hij aangesteld als ‘generaal’ van een vloot van de nieuwe Nieuwe of Brabantsche Compagnie, die na veel gesteggel toestemming van de Staten-Generaal had gekregen om te gaan handelen op China. Dit handelsdoel zou andere compagnieën die op Indië handelden relatief weinig concurrentie aandoen.

### Naar Indië voor de Brabantsche Compagnie
Op 21 december 1599 vertrok Both als admiraal met Paulus van Caerden als vice-admiraal met vier schepen naar Indië. De vloot bestond uit de schepen Nederland (met Both), Verenigde Landen (met Van Caerden), Nassau en Hof van Holland. Op 26 april 1600 raakten Both met twee schepen en Van Caerden met de andere twee schepen van elkaar gescheiden, maar bereikten langs verschillende routes toch op dezelfde dag Bantam, op 6 augustus. Daar ontmoetten zij Steven van der Hagen en Jacob Willekens. Ze besloten op 27 november om samen peper in te kopen en elkaar niet dwars te zitten. Both stichtte een factorij voor de Brabantsche Compagnie en liet er enkele kooplieden achter. Op 21 januari 1601 besloot men om ook deels gezamenlijk terug te keren. In 1601 keerde Both met de twee volgeladen schepen Nederland en Nassau terug. De Verenigde Landen en Hof van Holland onder Paulus van Caerden voeren eerst nog naar Atjeh. In september 1601 kwam de gecombineerde vloot aan in Nederland. Daar was de Brabantsche Compagnie inmiddels verenigd met de Oude Compagnie, waarna in 1602 alle compagnieën opgingen in de VOC.
Al in 1597 was Both lid van de vroedschap van Amersfoort geworden. Hij nam na terugkomst zijn plaats in, en was schepen in 1603 en 1606. Op 1 maart 1603 trouwde hij met Sophia van Duverden van Voort, dochter van de schout van Amersfoort. Zij kregen vijf kinderen waarvan er twee overleefden: Elizabeth en Hendrik. De laatste werd in 1629 raadslid en was meerdere malen burgemeester van Amersfoort.

### Aanstelling als Gouverneur-Generaal

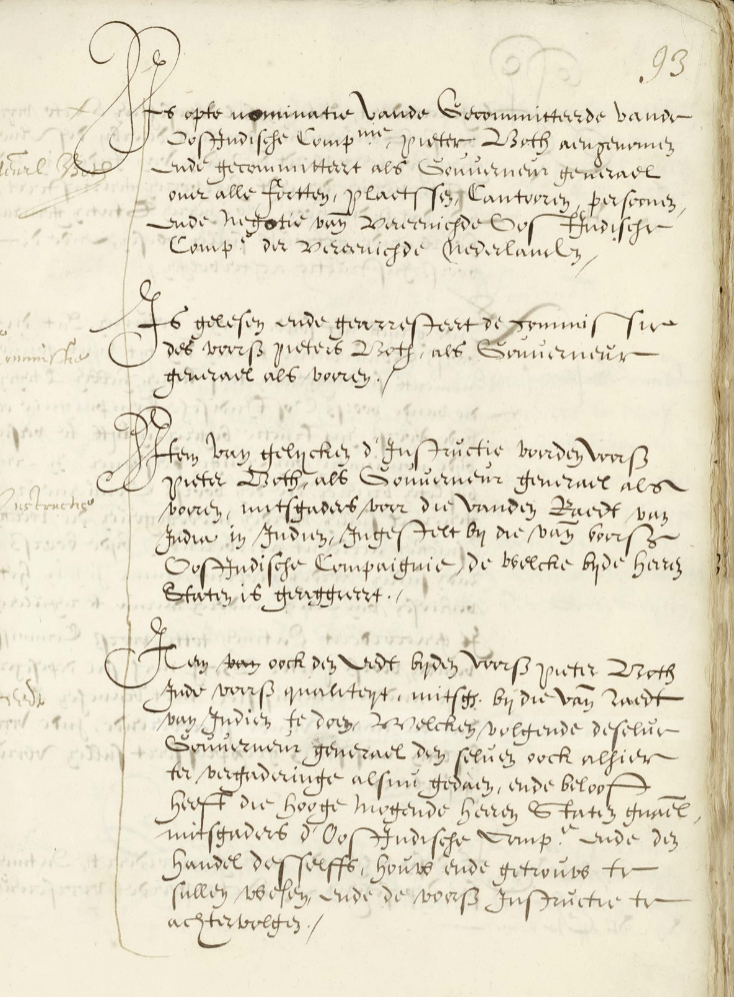
Resolutie van de Staten-Generaal van 2 november 1609, waarin Pieter Both als gouverneur-generaal van de VOC wordt benoemd.

De Verenigde Oost-Indische Compagnie richtte in 1609 een “Indische Regeringh” bestaande uit een gouverneur-generaal en een Raad van Indië op om de zaken beter te organiseren. Dit was deels een reactie op de vele kritiek op het beleid van de bewindhebbers, die geuit werd door zowel concurrerende kooplieden die het octrooi van de VOC betwistten, als door de aandeelhouders die geen dividend kregen uitgekeerd. Ook wilde men het Twaalfjarig Bestand gebruiken om de positie in Indië te consolideren, om daarna de Spanjaarden en Portugezen des te beter te kunnen bestrijden en het handelsimperium verder uitbreiden. Te dien einde werd direct een nieuwe reeks contracten afgesloten met de autoriteiten in onder andere Ternate, Batjan en Banda. Het nieuwe bestuurssysteem in Indië was vooral geïnspireerd door de memories van Cornelis Matelieff, die een langetermijnvisie bevatten met een 'rendevous ofte gemeene plaetse' in Jacatra, ten oosten van Bantam, met een 'hooft oft president' en een raad van bestuur. Tot dan toe was het bevel in Azië gevoerd door de admiraals van de opeenvolgende vloten uit Nederland die daarna rondvoeren in de regio.
De Heren XVII verzochten Both om de eerste gouverneur-generaal van Indië te worden. Both twijfelde aan zijn eigen geschiktheid, aangezien zijn ervaring in Azië zich beperkte tot Bantam. Toch werd hij in de vergadering van de Staten-Generaal op 27 november 1609 op voordracht van de VOC benoemd, en zijn Instructie en de instelling van de Raad van Indië van vier personen werden goedgekeurd. Als leden van de raad werden door de Heren XVII vast benoemd Jan Lodewijksz. van Rosengeyn en Steven Doensen, die beiden met Both mee naar Indië zouden varen. De Kamer Zeeland, die in dit alles overigens nauwelijks gekend was, nomineerde de al in Indië aanwezige Matteo Coteels en Jasper Jansz. Besluiten in Indië moesten door de gouverneur-generaal en de Raad van Indië tezamen genomen worden met meerderheid van stemmen. De belangrijkste artikelen van de Instructie betroffen het voor het eerst opmaken van een generale reeckeninge, het door middel van contracten en forten verwerven van een monopolie in de specerijhandel in de Molukken, Ambon en Banda, en het vestigen van een 'rendez-vous van de gantsche Indiese navigatie' in een te bouwen fort bij Jacatra. Tussen december 1610 en mei 1612 werd Both nog van extra mensen en materiaal voorzien door vier zogenaamde secoursvloten, onder Hendrik Brouwer, Laurens Reael, Adriaan Maertensz. Block en Jan Pieterszoon Coen.

### Opnieuw naar Indië

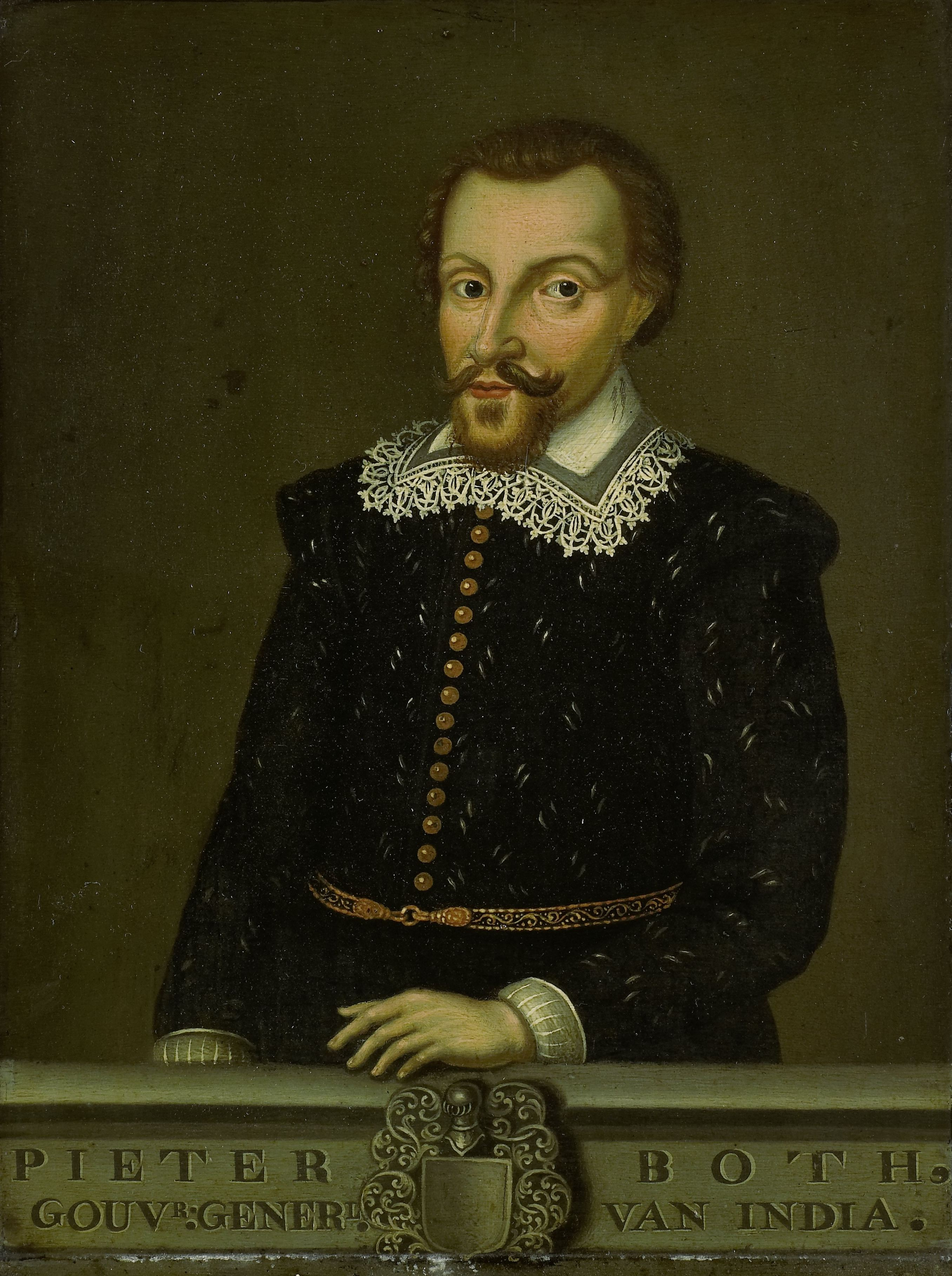
18e-eeuwse kopie van het portret van Pieter Both.

De vloot had 300.000 realen van achten aan boord om in Azië te besteden. Verder een kleine 600 ‘varende gesellen’, 60 ‘commiezen, ondercommiezen en assistenten’ en 300 soldaten. Voor het eerst mochten de getrouwden onder hen hun echtgenoten meenemen. Zij zouden de eerste kolonisten worden op Ambon, overigens zonder veel succes. Onder de opvarenden waren ook drie chirurgijns, drie schoolmeesters, drie predikanten met hun gezinnen en de ambassadeurs van de koning van Siam, die in 1608 door bemiddeling van Cornelis Specx met Matelieff mee naar Nederland waren gekomen. Allen bijeen 950 ‘eeters’. Ook had Both brieven bij zich van de stadhouder Maurits, ‘coninck van Holland’, bedoeld om met zo veel mogelijk vorsten die nog niet met Spanje en Portugal verbonden waren vriendschap te sluiten.
De vloot vertrok op 30 januari 1610, met Pieter Both als admiraal op het Wapen van Amsterdam. De vloot bestond verder uit de Ceylon, Witte Leeuw, Zwarte Leeuw en het jacht de Brak. De drie schepen uit Zeeland (Ter Goes, Oranje en Vlissingen) ontmoetten op 1 februari 1610 de hoofdvloot bij het eiland Wight. Op de lange zeereizen moest men zeer zuinig met voedsel omgaan. Zo werd in februari 1610 door de Brede Raad besloten 'dat ieder man van 't varende volk gegeven zouden worden vier kazen om te bewaren (voor de terugreis) en tot Bantam komende die wederom te vertoonen op poene van een maand gagie'. Op 22 februari lagen de schepen bij de Kaapverdische Eilanden om vers water in te nemen. De Spaanse gouverneur had nog niet van het Twaalfjarig bestand vernomen en beantwoordde het verzoek met kanonschoten. De met het jacht Hazewind vooruit gezonden Wemmer van Berchem die overal het nieuws over het bestand moest brengen had hier blijkbaar gefaald in zijn missie omdat hij in Lissabon geen documenten of gezanten had kunnen krijgen ter bevestiging van de geldigheid van het bestand in Azië.
Op 17 april passeerde de vloot de evenaar. Vijf weken lang hadden de schepen te maken met de beruchte windstilte. Op 9 juni werd de vloot deels uit elkaar geslagen door een storm. Both raakte met de door de storm flink beschadigde Ter Goes en het Wapen van Amsterdam van de rest gescheiden. Ook in de Tafelbaai, de afgesproken ontmoetingsplek, trof hij de andere schepen niet aan. Wel twee robbenjagers van Isaac le Maire en het grote Engelse schip de Trade's Increase van Sir Henry Middleton. Met zijn 1200 ton was het ongeveer twee keer zo groot als de gemiddelde Oostindiëvaarder. Op 28 juni was vrijwel iedereen ziek aan boord van het admiraalsschip. Both beschreef zijn schip als een drijvend hospitaal.

### Mauritius
Op 19 september kwam Both op Mauritius aan. Hier vond hij de Ceylon en de Brak, en brieven van de andere vier schepen die een maand eerder al door gezeild waren naar Bantam. Ook lag hier het door stormen vernielde schip Erasmus, dat op 27 januari 1609 ter hoogte van Mauritius de retourvloot wegens lekkage had moeten verlaten. De lading kruidnagels lag aan wal opgeslagen; de 69 opvarenden hadden zich moeizaam in leven weten te houden. De Ceylon voer met de lading van de Erasmus terug naar Nederland. Both arriveerde op 19 december met het Wapen van Amsterdam, de Ter Goes en de Brak in Bantam. De andere vier schepen waren daar, na in de Comoren nog een maand op een gunstige wind te hebben gewacht, rond 18 november aangekomen. Het jacht Hazewind was er op 1 oktober gearriveerd, met ook het nieuws van de komst van de gouverneur-generaal. De Brak werd doorgestuurd naar Hirado met een lading lakens en olifantstanden en de Siamese ambassadeurs, die in Patani moesten worden afgezet om verder per jonk naar Siam te gaan.

### Both als gouverneur-generaal

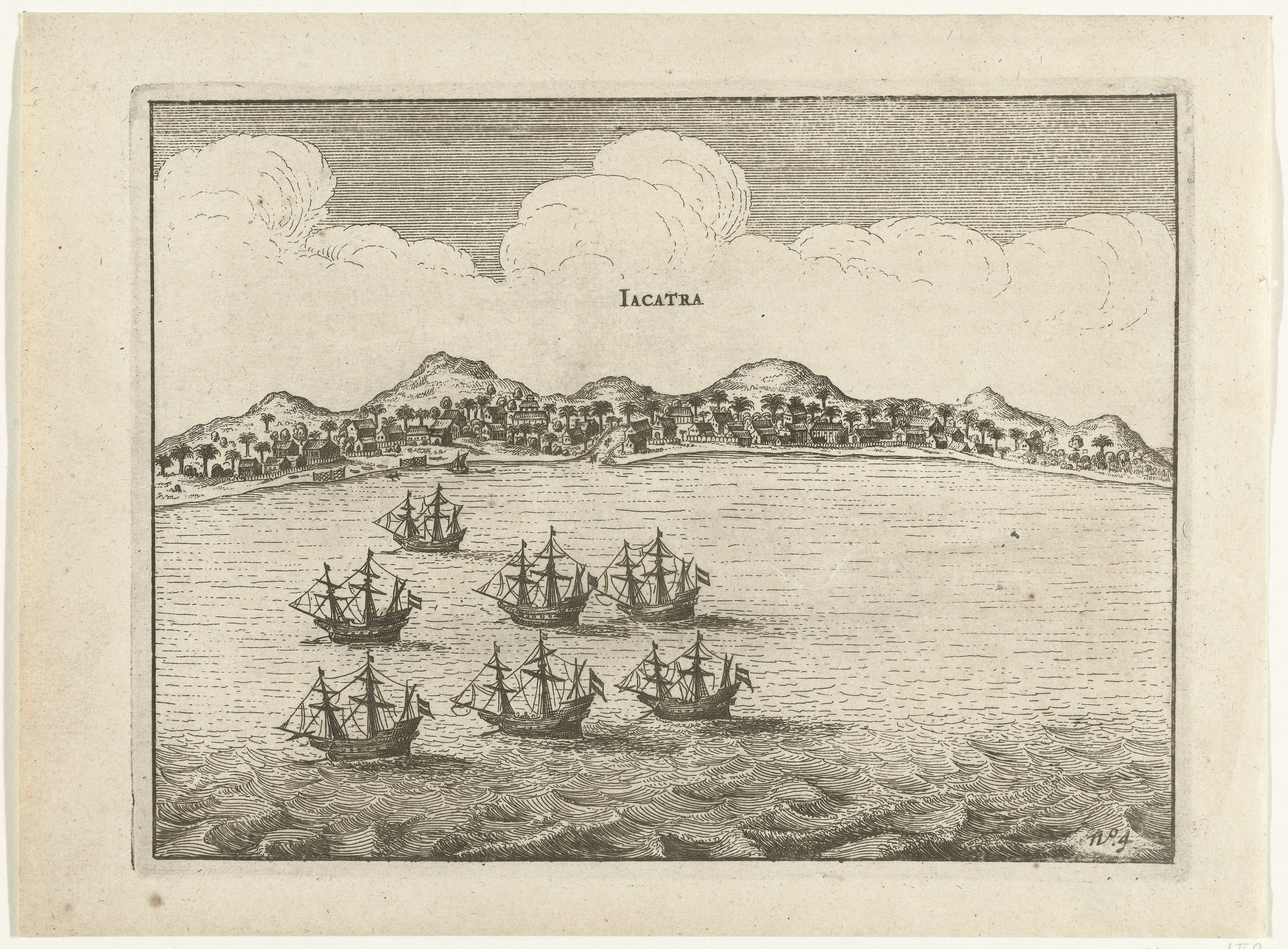
VOC-schepen voor Jacatra in 1607.

Both installeerde de Raad van Indië met als leden Steven Doensen, Matteo Coteels (die ook boekhouder-generaal werd), Boths secretaris Abraham Theunemans (die ook fiscaal werd), en het opperhoofd van het kantoor in Bantam Jacques l’Hermite. Deze zou spoedig vertrekken naar Nederland en dan opgevolgd worden door de koopman van de Witte Leeuw Hendrik van Westreenen, die overigens al ziek was en zou overlijden. Coteels zou l'Hermite opvolgen als opperhoofd van Bantam.
Al in januari 1611 ging Both naar Jacatra om te proberen goedkeuring te krijgen voor de bouw van een fort. Hij had opdracht om net als de Portugezen in Goa een plek te zoeken die zowel geschikt was als rendez-vous voor de schepen maar ook geschikt als centrum voor het bestuur; Djohore en Bantam vielen af. Jacques l'Hermite had in 1610 met de vorst van Jacatra al een verdrag gesloten en toestemming gekregen voor de vestiging van een handelspost. Both had wel zijn twijfels over Jacatra als gewenste verzamelplaats vanwege een zandbank voor de monding van de Ciliwung rivier. Het eiland Onrust was geschikt voor een scheepswerf.

#### Ambon

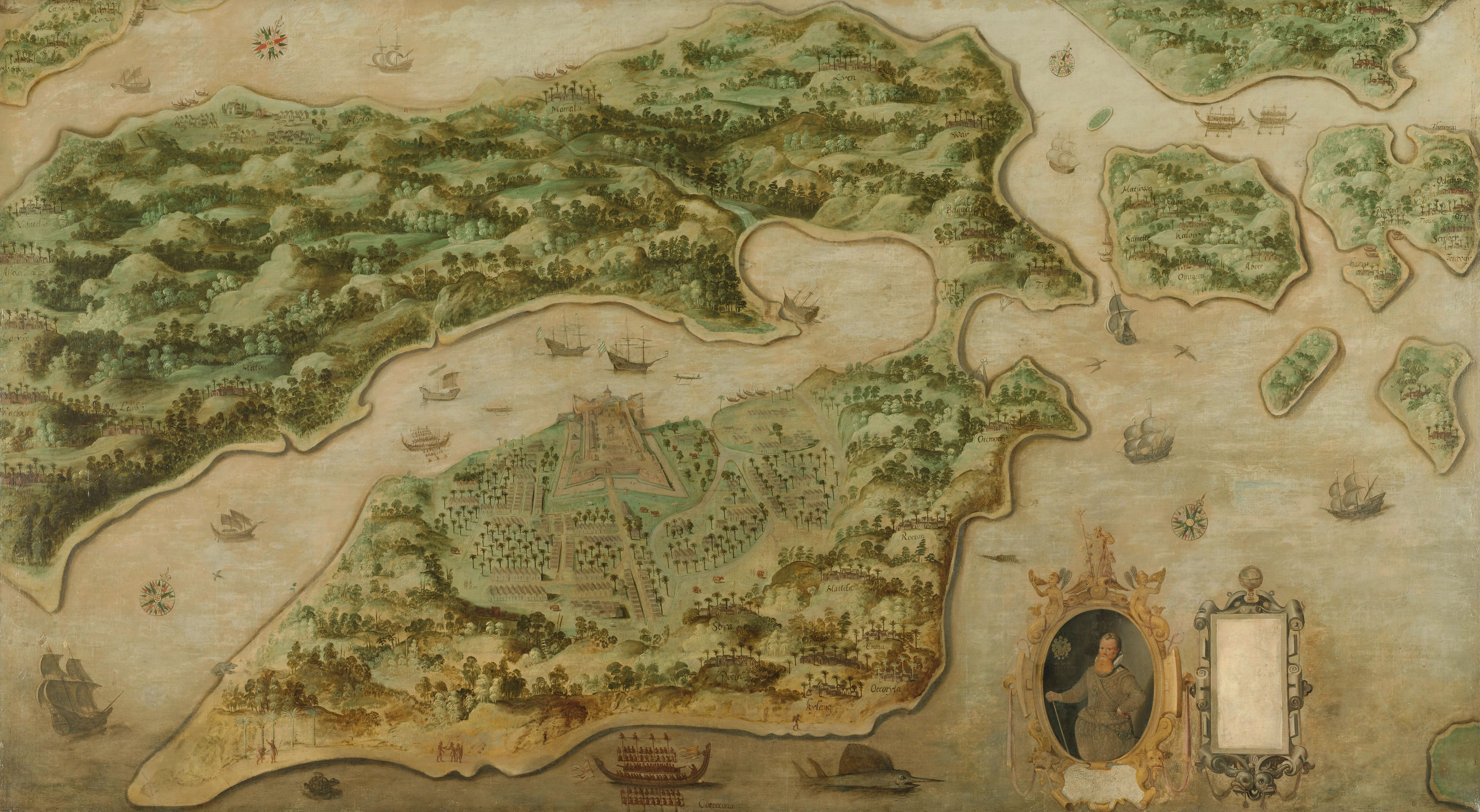
Ambon en Kasteel Victoria.

Kort daarna vertrok Both met vijf schepen naar Ambon, Banda en de Molukken. Zijn voornaamste zorg was de voedselvoorziening op de eilanden. Op Ambon werd de naar Nederland vertrekkende gouverneur Frederik de Houtman opgevolgd door Jasper Jansz. Both versterkte het door de Portugezen gebouwde fort, legerde er een permanent garnizoen van 100 soldaten en noemde het Kasteel Victoria, aangezien het de eerste verovering van de VOC was geweest (in 1605 door Steven van der Hagen). Hij onderkende het belang van de textielproducten van de Coromandelkust als ruilgoederen voor de specerijen en stuurde er Van Berchem met de Ter Goes (met schipper Cornelis Reijersen) naar toe om Jan van Wesick op te volgen als directeur in Paliacatte. Vanuit een hier te bouwen fort moesten de verspreid langs de kust liggende factorijen centraal bestuurd gaan worden. Op Banda Neira versterkte hij Fort Nassau en plaatste een extra sterkte op de erachter liggende heuvel, die hij Belgica noemde. De relatie met de Bandanezen was sinds de moord op Verhoeff en de zijnen slecht. Het lukte Both niet krijgsgevangenen uit te wisselen. Hij verstevigde daarom het bondgenootschap met hun vijand, de sultan van Ternate Mudafar. In ruil daarvoor moest hij deze helpen in zijn strijd tegen Tidore en de Spanjaarden, die zijn vader Said Berkat naar Manilla hadden gevoerd.

#### Ternate

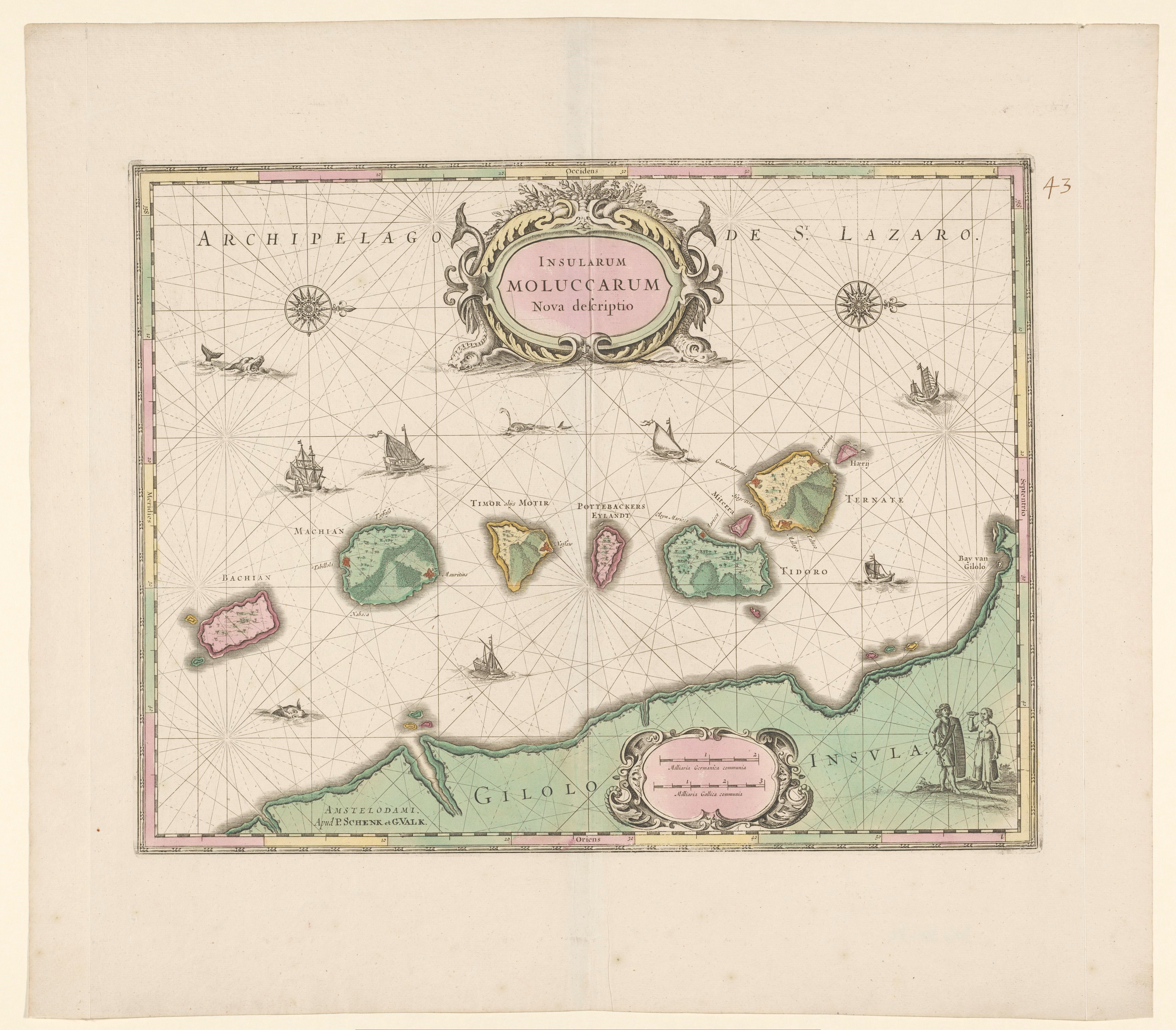
De noordelijke Molukken en locatie van de forten.

In het najaar van 1611 was Both met de Zwarte Leeuw, Vlissingen en het jacht de Pauw bij Fort Oranje op Ternate. De Spanjaarden op Tidore en het noordelijk deel van Ternate weigerden zich aan het Twaalfjarig Bestand te houden. Beide partijen zagen daar ook het voordeel van in. Een krijgsgevangenenruil bleek onmogelijk. De sinds juli 1610 vast zittende Paulus van Caerden en veel andere Nederlanders werden naar Manilla gevoerd. Both wilde een aanval op de Filipijnen doen om de Spaanse aanvoerroute af te snijden maar zijn Brede Raad stemde er tegen. Zij achtte de vloot daar niet sterk genoeg voor. Ook de met de Rode Leeuw met Pijlen en Griffioen aangekomen Hendrik Brouwer was er tegen vanwege de hoge kosten. Both en Brouwer konden niet met elkaar overweg, en in plaats van Brouwer in de Raad van Indië op te nemen zond hij hem naar Hirado om Jacques Specx af te lossen.

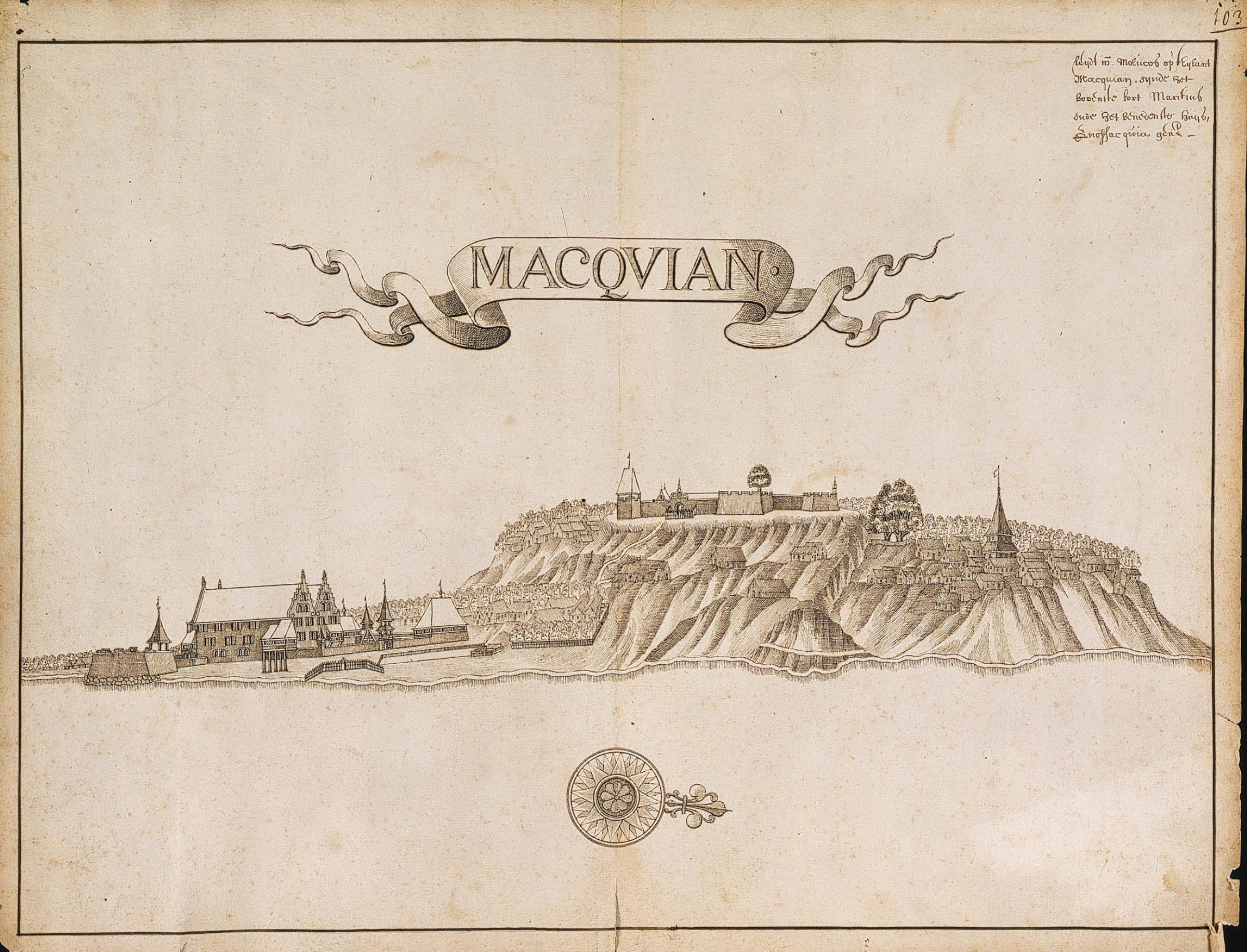
Fort Mauritius op Makian.

In de zomer van 1612 verbleef Both op het in 1608 door Van Caerden op de Spanjaarden veroverde en toen onder de sultan van Ternate gestelde Makian. Van Caerden had hier een klein garnizoen achtergelaten onder de militair Apollonius Schotte. Both liet het op een hoge heuvel gelegen Spaanse fort Tafasoha versterken en noemde het Fort Mauritius. In augustus 1612 trok hij naar Batjan. Hier bevond zich sinds de verovering op de Portugezen door Jan Dircksz Lam in november 1609 een fort van hout en aarden wallen. Both liet het ombouwen tot het stenen Fort Barneveld. Het was echter nooit gemakkelijk de zeelieden en soldaten over te halen tot bouwactiviteiten. Terug op Ternate versterkte hij Fort Oranje met hulp van de sultan. De met de Banda, Bantam en Halve Maan uit Nederland overgekomen Laurens Reael benoemde hij tot vicegouverneur van de specerijgebieden en daarmee tot zijn plaatsvervanger. Both was eerst blij met Reaels komst maar al in november 1614 klaagde hij bij de Heren XVII dat deze ambitieuze 'heer advocaet' militaire zaken boven commercie stelde. Reael was populairder bij de manschappen dan Both. Zij hernoemden ‘s nachts het Punt Both van Fort Oranje in Punt Reael, wat zorgde voor verdere verwijdering tussen beiden.

#### Tidore

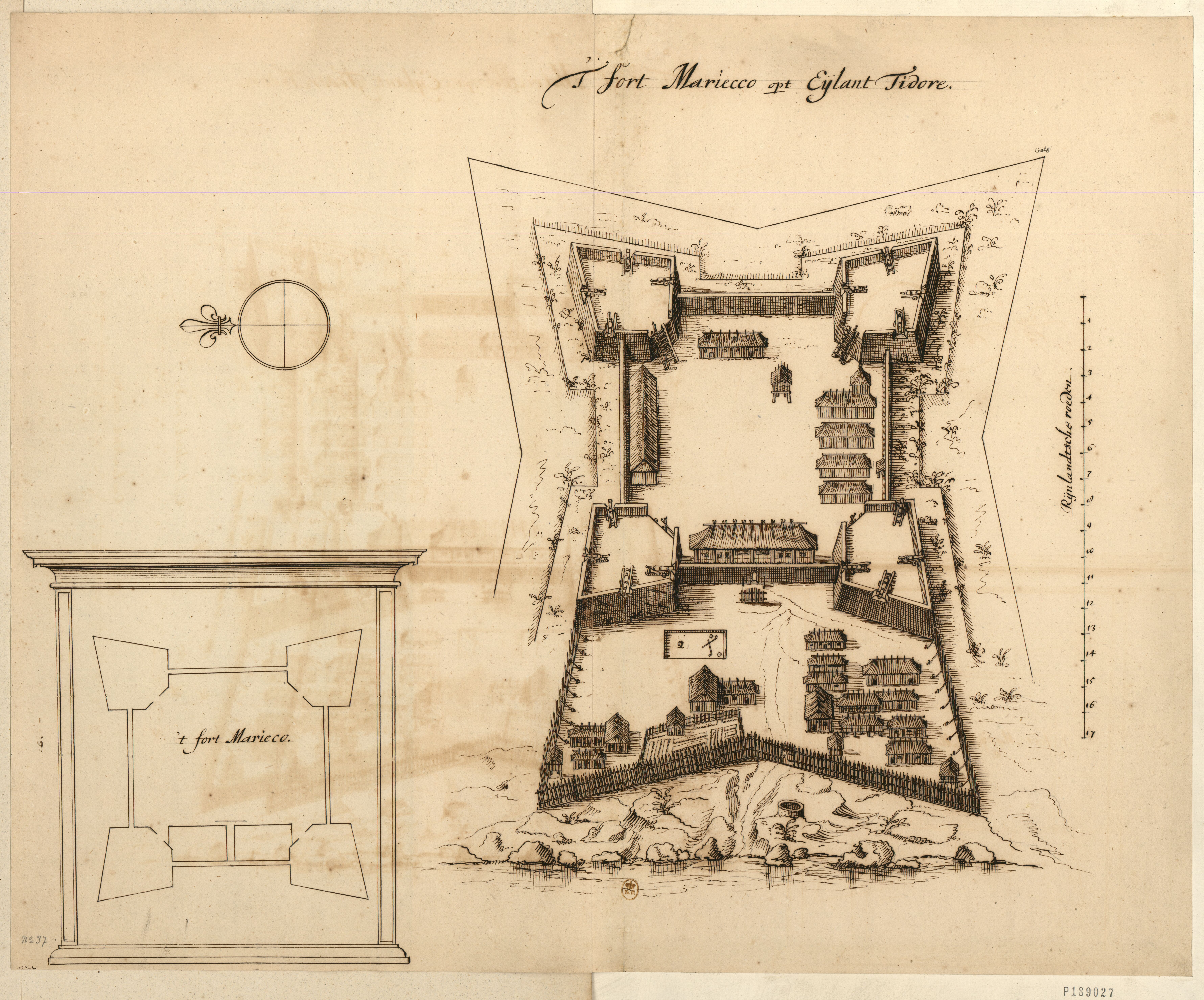
Fort Marieko op Tidore.

Begin februari 1613 veroverde Both met de Banda en vier schepen van de vloot van de uit Nederland gearriveerde Adriaan Maertensz Block het Spaanse fort Marieko op Tidore, ten koste van zes doden en zes gewonden. Het fort werd versterkt en kreeg vier bastions (Utrecht, Enkhuizen, Amersfoort en Reaal) en een garnizoen van twee compagnieën soldaten. De met Block meegekomen Jan Rosengeyn werd er fiscaal. Op verzoek van de vorst van het eiland Buton werden in ruil voor een 'contract en eeuwig verbond' de Portugezen van Solor verjaagd na een belegering van vier maanden met enkele schepen onder leiding van Schotte. Het Portugese fort werd hernoemd in Fort Henricus. Vanuit dit fort kon de handel in sandelhout uit Timor gecoördineerd worden. Op 7 maart ging Both weer richting Bantam. Onderweg liet hij op Banda Steven Doensen achter als commandeur.

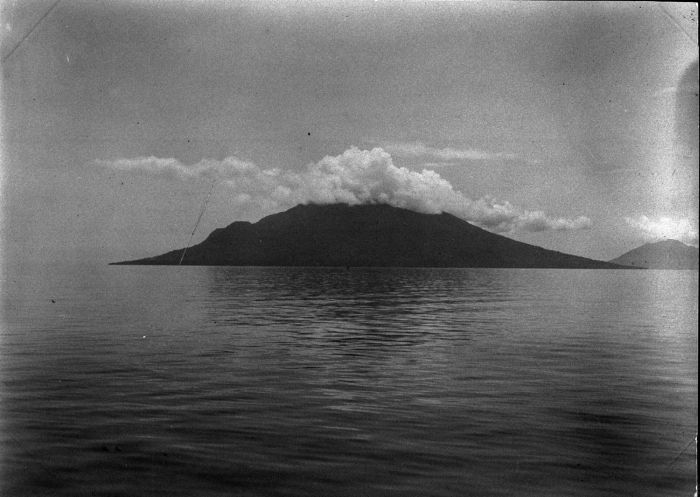
Gezicht op Poelau Makian

Ook in maart was Jan Pieterszoon Coen met twee schepen op Ambon aangekomen. Hij trof er de Engelsman John Jourdain aan die kruidnagels wilde kopen, wat hij wist te verhinderen. Toen Both op Ambon aankwam was het totaal aantal schepen inmiddels aangegroeid tot dertien, zodat hij besloot terug naar Ternate en Tidore te gaan om alsnog te proberen de Spanjaarden geheel te verdrijven. In juli lukte het na een bloedige strijd onder leiding van Reael om het oude Portugese fort op Tidore op de Spanjaarden te veroveren met een aanvalsmacht van ongeveer 650 soldaten en zeelieden en ook een 50-tal Japanse samoerai die door Hendrik Brouwer vanuit Hirado waren gezonden. 48 Spanjaarden en 15 Filipino's vonden de dood, evenals een overgelopen Nederlandse kanonnier, Moyneel geheten, die Both liefst levend in handen had gekregen. Zijn hoofd werd voor het fort op een staak gezet. Both constateerde dat de Tidorezen de Spanjaarden niet hadden geholpen. Een volgende aanval op een pas gebouwd klein fort bij de hoofdstad van Tidore mislukte zodat het in Spaanse handen bleef. Both verbaasde zich over het falen van dezelfde troepen die kort daarvoor tegen het grote fort getriomfeerd hadden. De sultan van Tidore zat intussen verschanst in zijn kraton. Van het verzoek van de sultan van Ternate om zijn uitlevering (om hem 'met een swaert te doorhouwen') kwam niets. Een groot deel van Tidore werd geplunderd en afgebrand door de Ternatanen, Makianners en Batjanners. Een door de Spanjaarden verlaten fort op Halmahera werd door Block in bezit genomen. Both voer nog naar Buton, waar hij vernam van de overwinning van Schotte in Solor. De Spanjaarden hadden nu voornamelijk nog slechts hun grote vesting Gamlamo aan de zuidwestkust van Ternate, terwijl hulp uit Manilla en Goa uitbleef.

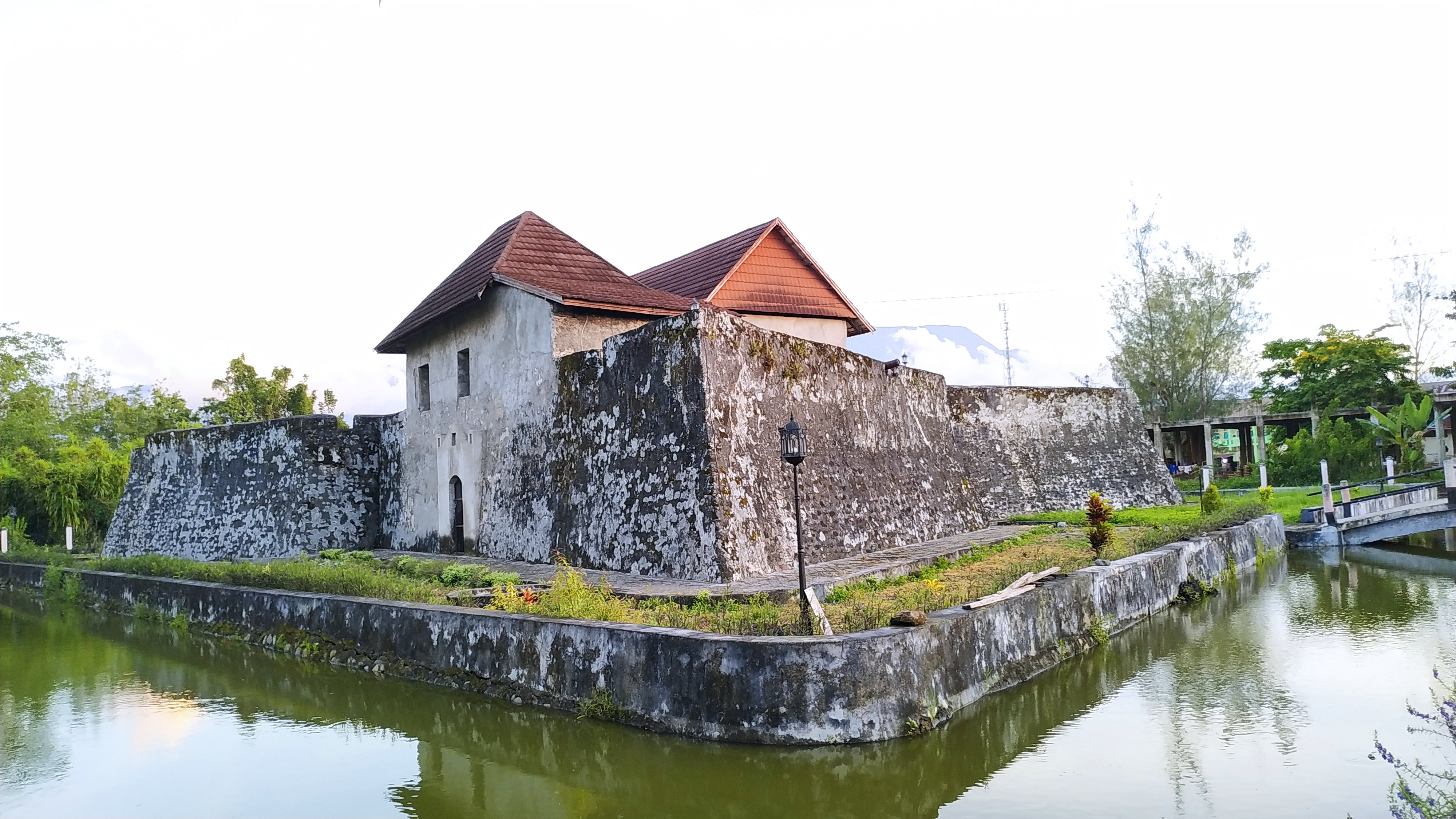
Fort Barneveld.

Al met al bracht Both ruim twee jaar door met op diverse locaties oorlog voeren tegen de Spanjaarden. Hij was daarin succesvol, maar van handeldrijven was weinig gekomen en hij had geen tijd kunnen besteden aan het vestigen van een centraal rendez-vous. Ook had hij nauwelijks kunnen communiceren met de Heren XVII. Zijn laatste brief had hij in juli 1612 op Makian aan Jan Dircksz. Lam meegegeven. Zijn volgende brief zou hij pas op 1 januari 1614 in Bantam schrijven.

#### Bantam

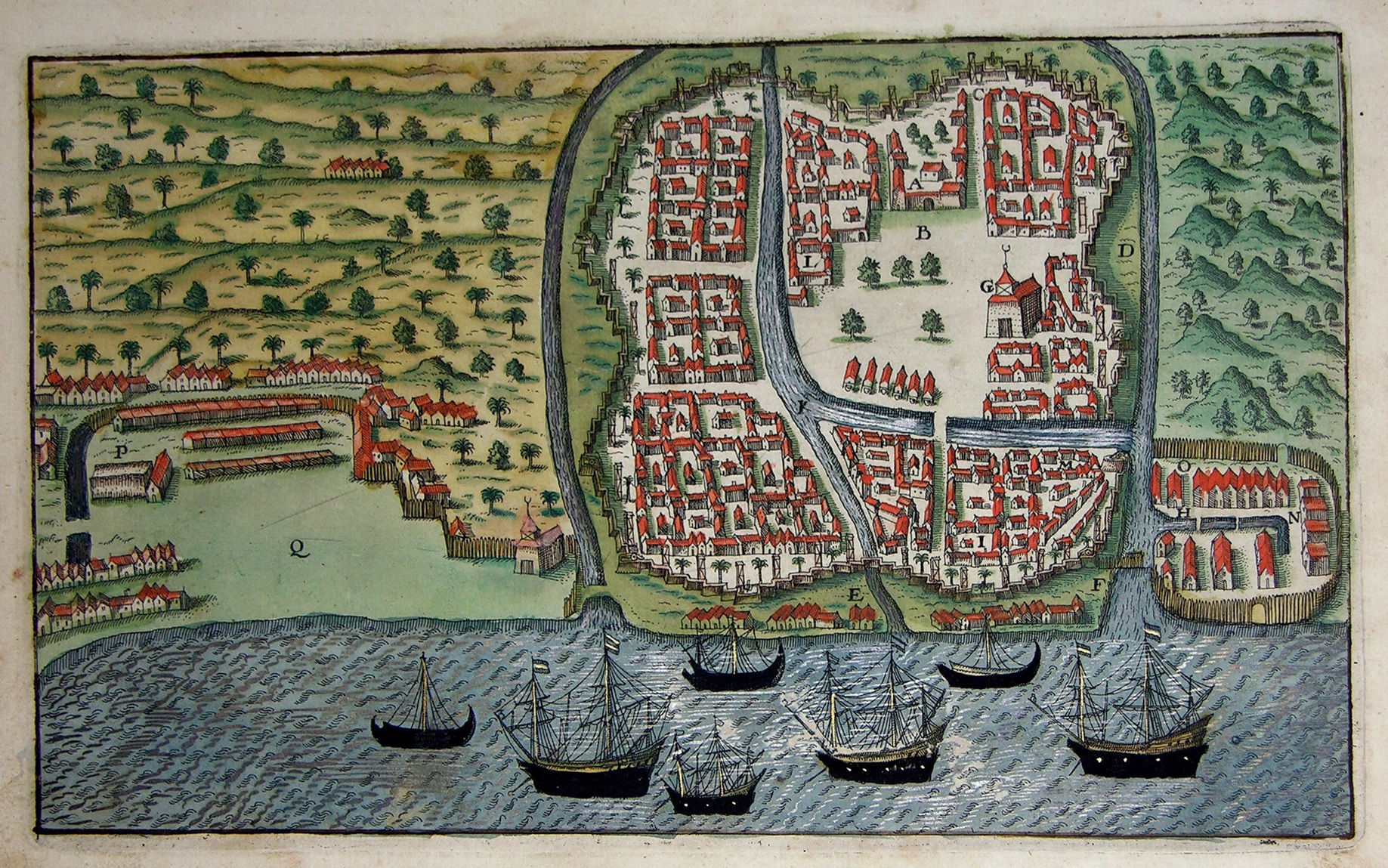
Bantam.

Op 22 oktober 1613 terug in Bantam bleek de factorij daar op last van de pangeran Aria Mangala te zijn afgebroken en verbrand omdat het zonder toestemming twee verdiepingen had. Bovendien bleken Coteels en Theunemans een wanbeleid te hebben gevoerd. De generale boekhouding was een chaos en beiden hadden de pangeran en anderen aan het hof van Bantam tegen zich ingenomen met onaangepast gedrag. Coteels was bovendien volgens Both veel te familiair geweest met de Engelse bevelhebber Henry Middleton. Theunemans had in Jacatra op een andere plek dan door Both was aangewezen een te groot en slecht geconstrueerd huis laten bouwen. Hij werd ontslagen en naar Patani gezonden, of ging daar zelf naar toe. De zieke Coteels was kort voor Boths terugkomst gestorven. Zijn ruzie met de pangeran, onder meer over de grootte van de factorij, bleek zulk kwaad bloed gezet te hebben dat onbekenden 's nachts zijn lijk opgroeven en in stukken gehouwen elders deponeerden. Both verving hem door de in februari aangekomen Jan Pieterszoon Coen, die zich in zijn ogen zeer capabel toonde. Coen begon met het opstellen van een generale rekening en werd al snel benoemd in de Raad van Indië toen de zieke Apollonius Schotte op 25 november bij het baden in de rivier verdronk.

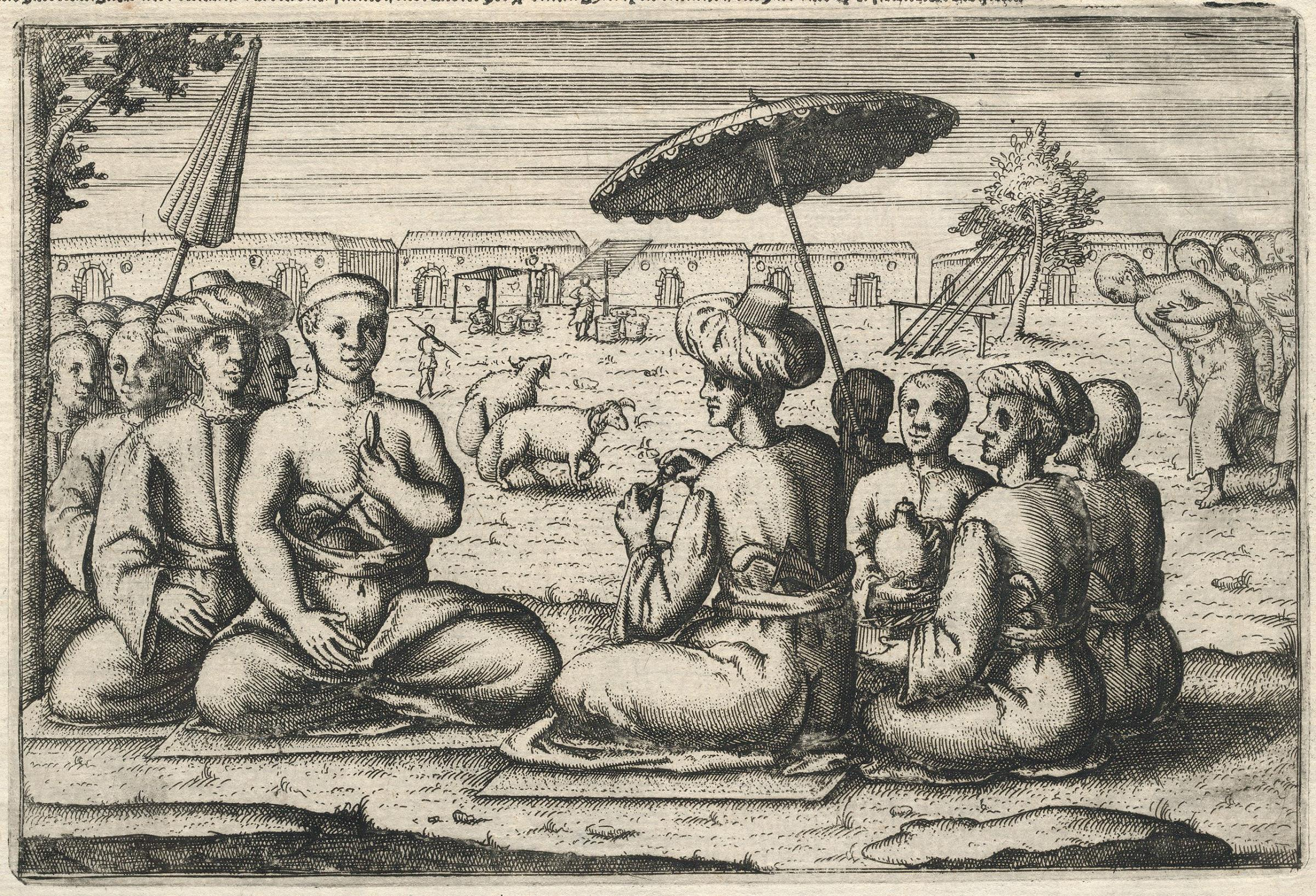
Audiëntie van de pangeran van Bantam.

Both onderhandelde met Aria Mangala over een nieuwe factorij en betere afspraken over tolheffingen. De pangeran was een tot de islam bekeerde Chinees die Bantam bestuurde namens de minderjarige sultan, en was volgens Both ‘genouchsaem usurpateur van de crone’. Hij streefde naar uitbreiding van zijn macht binnen de Bantamse adel en in de regio. Handelsinkomsten waren daarbij een belangrijk instrument en hij was gewend buitenlandse handelaren tegen elkaar uit te spelen. De VOC ondervond vooral concurrentie van de Engelsen. Both moest hen van de Heren XVII ‘alle faveur als goede naebuyren’ doen, maar hij klaagde dat zij profiteerden van de Nederlandse investeringen in de strijd tegen Spanje. Omdat hun kosten daardoor lager waren konden ze overal voor de specerijen net iets meer bieden, zodat zij ‘de schapen sullen scheren ende wij de verckens’. Daarbij werden ze ook nog eens met Nederlandse kennis geholpen door Pieter Willemsz en Lucas Antheunisz. Het Engelse schip Trade's Increase trof hij overigens lek en rottend in Bantam aan. Middleton en het grootste deel van zijn bemanning waren gestorven aan ‘een siecte, de pest gelijck’.
De onderhandelingen met Aria Mangala mislukten, zodat Both besloot definitief naar Jacatra uit te wijken. De Jacatraanse vorst, pangeran Wijayakrama, was onderhorig aan Bantam maar zou sterk profiteren van de toename van de handel als de VOC er zich zou vestigen. Hij was echter volgens Both iemand die men moest 'onderhouden gelijck men een cortesane doet, met schenkagien ende flatteren'. Van een echt centraal rendez-vous zou het in Boths bestuursperiode niet komen.
De VOC kreeg in deze jaren ook steeds meer te maken met het rijk van Mataram, dat vanuit het binnenland van Java veroveringsoorlogen voerde en zich ook uitbreidde naar de kust. Both stuurde in april 1614 het eerste VOC-gezantschap naar het Mataramse hof, waar het jaar tevoren een nieuwe ‘keizer’ op de troon was gekomen. Een jongeman van begin 20, rood van gezicht ‘als een Turck’, die later bekend zou worden als sultan Agung de Grote. Mataram was voor de VOC belangrijk als leverancier van rijst voor de Molukken. De gezant, Caspar van Surck, kreeg toestemming voor een VOC-factorij en een fort in Japara en keerde terug met geschenken, waaronder een Matarams strijdros, dat Both weer cadeau deed aan de vorst van Jacatra. Van Surck zelf stierf in juni in Japara aan dysenterie.

### Vertrek uit Indië

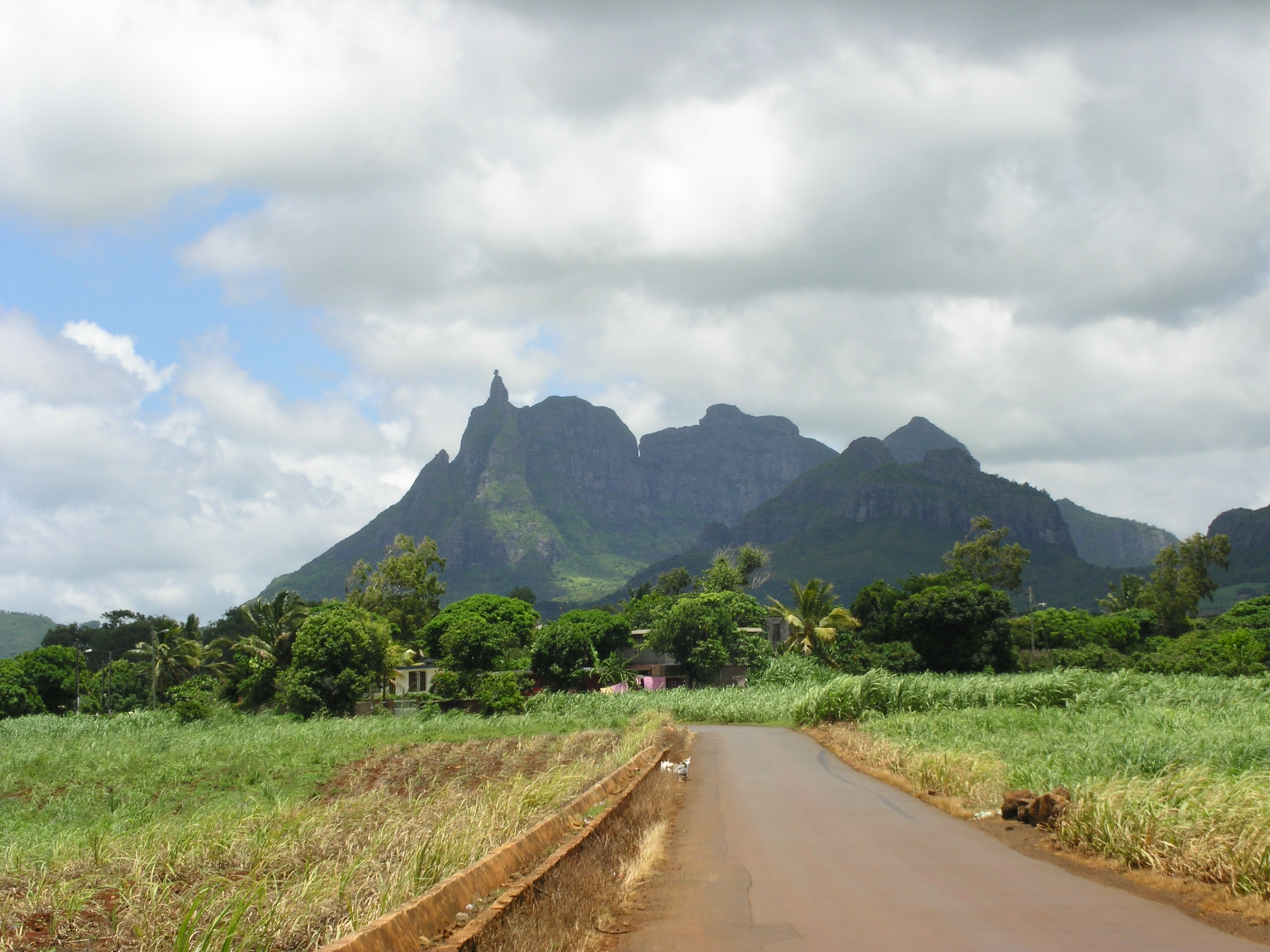
Pieter Bothberg in Mauritius.

Eind 1613 had Both al vernomen dat zijn opvolger Gerard Reynst benoemd en in aantocht was. Eind december 1614, twee maanden na de aankomst van Reynst en Steven van der Hagen, vertrok hij uit Bantam aan boord van de Banda. ‘Alsoo mijn tijdt gepasseert is, omme U Ed. van alles verbael rapport te doen’, schreef hij aan de Heren XVII. Daar kreeg hij echter de kans niet toe. Uitgevaren met een retourvloot bestaande uit de Banda, de Geünieerde Provintiën, de Gelderland en de Delft, met een lading van vijf miljoen gulden, werden de schepen in de nacht van 5 op 6 maart 1615 ter hoogte van Flic-en-Flacq en Albion te Mauritius door een orkaan overvallen. De Banda en de Geünieerde Provinciën lagen op dat moment in de baai van Port Louis en werden van hun ankers gerukt, de zee opgewaaid en stuk geslagen tegen een rif. Van de Banda verdronken 45 man, waaronder Both. De Geünieerde Provinciën verloor 30 man. De andere twee schepen waren nog op zee. De Gelderland liep in een baai aan de andere kant van het eiland aan de grond. Alleen de Delft bleef behouden in weer een andere baai. Het nam zoveel mogelijk lading van de Gelderland over en kwam als enige van de vloot in Nederland aan. De overlevenden en wat er nog over was van de lading werden later door de schepen Witte Beer (schipper Cornelis Reijersen) en Oranjeboom naar Nederland gebracht.
Een deel van de lading van de Banda en de Geünieerde Provinciën, waaronder veel blauw en wit Chinees Ming porselein, is in de 20e eeuw door duikers geborgen. De op een na hoogste top van Mauritius, een markante berg met een rotsblok op de top, heet nog steeds de Pieter Bothberg.